# Short S.22 Scion Senior
Lo Short S.22 Scion Senior era un aereo da trasporto passeggeri quadrimotore, monoplano ad ala alta, sviluppato dall'azienda aeronautica britannica Short Brothers negli anni trenta del XX secolo.

## Storia del progetto
Nei primi mesi del 1935 il capo progettista della Short Brothers, ingegnere Arthur Gouge, iniziò a lavorare su una versione modificata del velivolo da trasporto passeggeri bimotore Short S.16 Scion, dotata di quattro motori Pobjoy Niagara III e della capacità di trasportare da 9 a 12 passeggeri. Il primo prototipo (G-ACZG), concepito essenzialmente come idrovolante, anche se poteva montare un carrello di atterraggio classico, volò per la prima volta il 22 ottobre 1935. I primi due esemplari costruiti in versione idrovolante, dotati di galleggianti a scarponi, vennero venduti per l'esportazione in Birmania. Sfortunatamente il velivolo non riuscì ad ottenere ordini da operatori interni, che avevano già adottato i de Havilland Dragon e Dragon Rapide.

## Tecnica
Monoplano ad ala alta, quadrimotore, di costruzione mista in acciaio, legno e tela, per il trasporto passeggeri. La fusoliera, costruita in tubi d'acciaio, aveva sezione rettangolare, ed era ricoperta di tela. L'impennaggio di coda era del tipo classico monoderiva a sbalzo, dotato di piani orizzontali controventati, rivestiti in tela, così come il timone.
La configurazione alare era monoplana ad ala alta a sbalzo, di costruzione metallica con rivestimento in tela.
Il carrello d'atterraggio era un triciclo posteriore fisso disposto a forma di V, costruito in tubi d'acciaio, e dotato di ruotino di coda. Le gambe principali erano dotate di ammortizzatori oleopneumatici mentre le ruote principali erano ricoperte da carenature aerodinamiche.
I due piloti erano ospitati in una cabina di pilotaggio vetrata, posizionata davanti all'ala, e dotata di parabrezza anteriore appuntito. Dietro di loro si trovava la cabina dei passeggeri, dotata di toilette, ed accessibile sul lato sinistro della fusoliera tramite una porta scorrevole all'indietro.
La propulsione era affidata a quattro motori radiali Pobjoy Niagara III a 7 cilindri, raffreddati ad aria, eroganti la potenza di 85 hp (67 kW) e azionanti un'elica bipala. I quattro propulsori erano posizionati in apposite gondole poste a livello del bordo di attacco alare.

### La versione idrovolante
Contemporaneamente alla versione da trasporto terrestre la Short Brothers commercializzò una versione idrovolante. Le dimensioni del velivolo erano uguali a quelle della versione terrestre, mentre il carrello d'atterraggio era sostituito da due galleggianti a scarponi, attaccati alla fusoliera tramite un sistema di montanti. Il peso a pieno carico saliva a 2 722 kg (6 000 lb), la velocità massima era 216 km/h ( 134 mph), quella di crociera 120 mph, l'autonomia registrata era pari a 400 mi, e la quota di tangenza era di 3 048 m (10,000 ft).

## Impiego operativo
I primi due esemplari, matricole VT-AGU e VT-AHI, vennero esportati a Rangoon non appena ottenuto il certificato di navigabilità, ed entrarono in servizio presso la compagnia Irrawaddy Flotilla Co. Il terzo esemplare (G-AECU), costruito in versione terrestre, venne trattenuto in azienda ed impiegato come dimostratore tecnologico. I rimanenti tre esemplari furono completati come idrovolanti, anche se l'esemplare (S.835, G-AENX) effettuò il primo volo come aereo terrestre il 22 giugno 1937. Convertito in idrovolante il 28 agosto dello stesso anno, fu venduto in Sierra Leone, entrando in servizio presso la Elders Colonial Airways Ltd. Andò perduto nell'agosto 1939 in un incidente nei pressi di Bathurst, Gambia.
Un altro velivolo (matricola VT-AIJ) fu acquistato dalla Palestine Airways nel dicembre del 1938, mentre l'ultimo aereo (matricola G-AETH, serial number L9786) venne acquistato dall'Air Ministry per l'effettuazione di test sullo scafo dell'idrovolante Short Sunderland allora in fase di progettazione. Ridenominato Scion Senior FB venne dotato di un grande galleggiante centrale in duralluminio rivettato posizionato sotto la fusoliera, e due più piccoli, in funzione stabilizzatrice, posti sotto le semiali. Durante il 1942 effettuò una serie di prove presso il Marine Aircraft Experimental Establishment (MAEE), per determinare attitudini e caratteristiche di stabilità del progetto. L'aereo andò perduto in mare il 15 marzo 1944 al largo di Helensburgh, Argyll, quando tentò di decollare dal fiume Clyde per sottrarsi alla morsa del gelo. L'incidente causò la morte del Flight Test Officer H.G. White, in forza al MAEE di Helensburgh, perito quando l'aereo andò in stallo precipitando in acqua e affondando rapidamente. Gli altri due membri dell'equipaggio vennero tratti in salvo.
Lo S.22 Scion Senior in versione terrestre, appartenente alla Palestine Airways, venne basato ad Haifa. Dopo lo scoppio della seconda guerra mondiale l'aereo continuò a svolgere il proprio servizio fino al febbraio 1942, quando fu requisito dalla Royal Air Force per effettuare servizi di collegamento nel Medio Oriente. L'aereo andò perduto nell'unica missione bellica effettuata il 22 settembre 1943.

## Utilizzatori

### Civili
Versione Idrovolante
 India Britannica
- Irrawaddy Flotilla Co. Ltd.

 Mandato di Palestina
- Palestine Airways Ltd.

 Sierra Leone
- Elders Colonial Airways Ltd[8]

 Regno Unito
- West of Scotland Air Services Ltd.

Versione terrestre
 Iraq
- Iraq Petroleum Transport Co. Ltd.

 Regno Unito
- Jersey Airways Ltd.
- Short Brothers

### Militari
Regno Unito
- Air Ministry (MAEE)
- Royal Air Force

### Annotazioni
1. ↑  Numeri di costruzione S-779 e S-810, matricole inglesi C-ACZG E G-ADIP.
2. ↑  Le lettere FB stavano per Flying Boat.
3. ↑  Gli fu assegnata la matricola Z7187.

### Fonti
1. 1 2 3  Flight n.1509, 25 november 1937, p. 511.
2. 1 2 3 4 5 6 7 8 9 10 11 12 13  Уголок неба.
3. 1 2 3 4 5 6 7 8  Stemp 2011, p. 59.
4. 1 2  Barnes, James 1989, p. 298.
5. ↑  Flight n.1509, 25 november 1937, p. 509.
6. ↑  Flight n.1509, 25 november 1937, p. 510.
7. ↑  Philpott 2008, p. 509.
8. 1 2  Guttery 1998, p. 140.
9. ↑  Test Flying memorial Project web site.

### Periodici
- (EN) British Commercial Aircraft, in Flight. The Aircraft Engineer and Airship, n. 1509, London, 25 novembre 1937,  pp. 6-17.